# 特爾森
42°23′S 66°57′W / 42.383°S 66.950°W

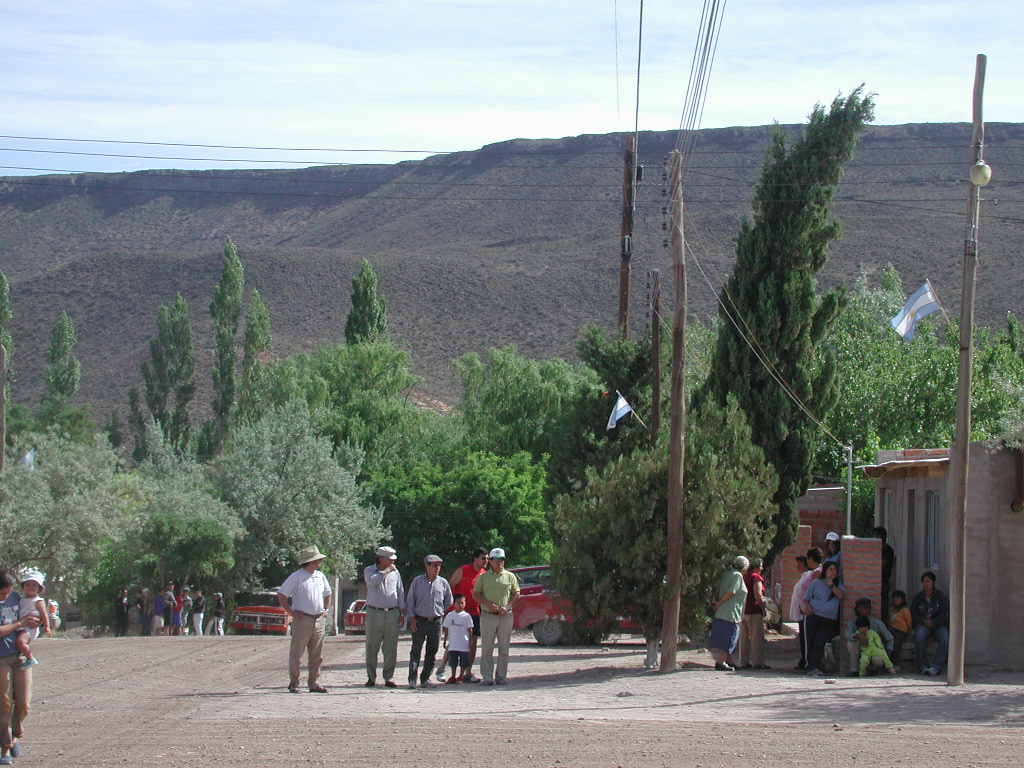
特爾森

特爾森（西班牙語：Telsen），是阿根廷的城鎮，位於該國中部丘布特省，是特爾森縣的首府，處於馬德林港以西176公里，始建於1898年12月9日，海拔高度634米，2001年人口486。